# L'Évangile selon le spiritisme
L’Évangile selon le spiritisme est l’un des cinq livres fondamentaux du spiritisme. Il est le résultat du travail de synthèse d’Allan Kardec, qui le met en forme et le publie pour la première fois à Paris, en août 1864. 
Il contient une introduction à la doctrine spirite, une interprétation des principaux épisodes des Évangiles et une interprétation de l'enseignement de Jésus-Christ. Depuis sa sortie, L’Évangile selon le spiritisme est continuellement réédité par divers éditeurs dans de multiples langues. 

## L’historique du livre
En 1857, Allan Kardec avait codifié les grands principes d’une nouvelle doctrine morale et philosophique, le spiritisme. Les bases de cette doctrine se trouvaient contenues dans Le livre des Esprits. Quelques années après, Kardec compléta son œuvre en publiant un manuel pratique de spiritisme : Le livre des médiums. Selon Kardec, la méthode expérimentale employée pour établir un contact avec l’au-delà ne servait qu’à démontrer les valeurs de la philosophie spirite. Afin d’accentuer la portée morale de sa doctrine, il entreprit de démontrer la similitude entre le spiritisme et le christianisme primitif. Ce fut l’objet de son troisième livre, L’Évangile selon le spiritisme.

## Le contenu du livre
Chaque chapitre part d’une citation célèbre des Évangiles et apporte des explications conformes à la doctrine spirite. Les préceptes évangéliques suivants sont ainsi (ré)expliqués :
- Je ne suis point venu détruire la loi
- Mon royaume n’est pas de ce monde
- Il y a plusieurs demeures dans la demeure de mon Père
- Personne ne peut voir le royaume de Dieu, s’il ne naît de nouveau
- Bienheureux les affligés
- Le Christ consolateur
- Bienheureux les pauvres d’esprit
- Bienheureux ceux qui ont le cœur pur
- Bienheureux ceux qui sont doux et pacifiques
- Bienheureux ceux qui sont miséricordieux
- Aimer son prochain comme soi-même
- Aimer vos ennemis
- Que votre main gauche ne sache pas ce que donne votre main droite
- Honorez votre père et votre mère
- Hors la charité point de salut
- On ne peut servir Dieu et Mammon
- Soyez parfait
- Beaucoup d’appelés et peu d’élus
- La foi transporte les montagnes
- Les ouvriers de la dernière heure
- Il y aura de faux christs et de faux prophètes
- Ne séparez pas ce que Dieu a joint
- Morale étrange
- Ne mettez pas la lampe sous le boisseau
- Cherchez et vous trouverez
- Donnez gratuitement ce que vous avez reçu gratuitement
- Demandez et vous obtiendrez
- Recueil de prières spirites

## Principales thèses du livre[1]
1. Le spiritisme est la science qui vient révéler aux hommes, par des preuves irrécusables, l’existence et la nature du monde spirituel, et ses rapports avec le monde corporel. C’est à ces rapports que le Christ fait allusion en maintes circonstances, et c’est pourquoi beaucoup de choses qu’il a dites sont restées inintelligibles ou ont été faussement interprétées.
2. La Loi de l’Ancien Testament est personnifiée dans Moïse ; celle du Nouveau Testament l’est dans le Christ ; le Spiritisme est la troisième révélation de la loi de Dieu, mais il n’est personnifié dans aucun individu, parce qu’il est le produit de l’enseignement donné, non par un homme, mais par les Esprits, qui sont les voix du ciel.
3. De même que Christ a dit : « Je ne viens point détruire la loi, mais l’accomplir », le spiritisme dit également : « Je ne viens point détruire la loi chrétienne, mais l'accomplir ». Il n’enseigne rien de contraire à ce qu’enseigne le Christ, mais il développe, complète et explique, en termes clairs pour tout le monde, ce qui n’avait été dit que sous la forme allégorique.
4. La science et la religion sont les deux leviers de l’intelligence humaine ; l’une révèle les lois du monde matériel et l’autre les lois du monde moral ; mais les unes et les autres, ayant le même principe, qui est Dieu, ne peuvent se contredire ; si elles sont la négation l’une de l’autre, l’une a nécessairement tort et l’autre raison, car Dieu ne peut vouloir détruire son propre ouvrage.